# Fusobacterium
Fusobacterium – rodzaj beztlenowych, Gram-dodatnich bakterii o kształcie pałeczek.
Bakterie z rodzaju Fusobacterium, podobnie jak inne beztlenowe Gram-dodatnie pałeczki, są elementem naturalnej flory bakteryjnej człowieka; występują m.in. w jamie ustnej, na szyjkach zębów, w kieszonkach dziąsłowych, w drogach oddechowych, w przewodzie pokarmowym, w drogach moczowo-płciowych. W wielu okolicznościach mogą być jednak czynnikiem etiologicznym chorób człowieka.
Mogą być hodowane w warunkach beztlenowych np. na agarze z krwią. Nieprzyjemny zapach ich koloniom nadaje kwas masłowy, który jest głównym produktem fermentacji cukrów. 
Dodanie żółci do podłoża pozwala na odróżnienie Fusobacterium necrophorum i Fusobacterium nucleatum od F. mortiferum oraz F. varium (dwa ostatnie gatunki nie wyrosną na tak przygotowanym podłożu).